# Thomas Spencer Cobbold
Thomas Spencer Cobbold est un médecin et un parasitologiste britannique, né le 28 mai 1828 à Ipswich et mort le 20 mars 1886 à Londres.

## Biographie
Il est le fils du révérend Richard Cobbold. En 1844, il entre en apprentissage auprès d’un chirurgien de Norwich et en 1847 commence ses études de médecine à Édimbourg. Il devient docteur en 1851. Après un passage à Paris, il est conservateur du musée d’anatomie de l’université d’Édimbourg de 1851 à 1856. Il épouse en 1852 Miss Amyss de Suffolk.
En 1856, il vient à Londres donné des cours de botanique, de zoologie et d’anatomie comparée d’abord à l’hôpital St. Mary puis en 1861 au Middlesex Hospital Medical School.
Il fait paraître en 1864, le premier manuel en anglais sur les maladies parasitaires, Entozoa: an introduction to the study of helminthology, more particularly to the internal parasites of man, qui sera suivi, cinq ans plus tard, d’un supplément. Cobbold devient le 2 juin 1864, membre de la Royal Society. En 1868, il devient professeur de géologie au British Museum et professeur de botanique et d’helminthologie à l’école royale d’art vétérinaire en 1872.
Cobbold est notamment l’auteur de :
- Catalogue of the Specimens of Entozoa in the Museum of the Royal College of Surgeons of England (1866).
- Tapeworms (1866).
- Our Food-producing Ruminants and the Parasites which reside in them (1871).
- The Grouse Disease (1872).
- Worms (1873).
- The Internal Parasites of our Domesticated Animals (1873).
- Parasites (1879).
- Human Parasites (1882).
- Parasites of Meat and Prepared Flesh Food (1884).

## Source
- Allen G. Debus (dir.) (1968). World Who’s Who in Science. A Biographical Dictionary of Notable Scientists from Antiquity to the Present. Marquis-Who’s Who (Chicago) : xvi + 1855 p.
- David I. Grove (2000). A History of Human Helminthology. Red-c2.com.  (ISBN 1 876809 08 6).